# Ambrotipija
Ambrotipija je fotografska tehnika, ki sta jo odkrila angleška fotografa Frederick Scott Archer in Peter Fry v petdesetih letih 19. stoletja.
Ime tehnike je sestavljeno iz grških besed ambrotos - nesmrten in typos - odtis. Tehnika je nadgradnja starejše Archerjeve tehnike mokra kolodijska plošča, pri kateri sta Archer in Fry uporabila premalo osvetljene steklene negative, izdelane s postopkom mokrega kolodija. Negative sta nato pobelila z dušikovo kislino, in jih nato položila na temno podlago. Tako sta dobila pozitiv, ki je ponujal zelo kvalitetno sliko za nizko ceno, saj sta se izognila izdelavi negativa. Slabost tega postopka je bila, da se tako ustvarjenih fotografij ni dalo reproducirati. Tehnika je tako postala priljubljena predvsem v fotografskih ateljejih za izdelavo portretov. 